# Universidade Federal da Bahia
Die Universidade Federal da Bahia (UFBA) (deutsch: Bundesuniversität von Bahia) ist eine brasilianische staatliche Universität in Salvador da Bahia. Sie wurde am 8. April 1946 gegründet. Die Universität, die fünftgrößte des Landes und die größte des Bundesstaates Bahia, gilt als eine der prestigeträchtigsten ganz Brasiliens sowie als beste Universität von Bahia.
Die Universität geht auf die von König João VI. 1808 gegründete medizinische Ausbildungseinrichtung Escola de Cirurgia da Bahia zurück, heute die Faculdade de Medicina da Bahia. Später kamen andere Fakultäten hinzu.
Universitätsrektor ist seit 2014 der Philosoph João Carlos Salles Pires da Silva.